# Classification scientifique des espèces

Schéma de la classification classique.

Dans les sciences du vivant, la classification scientifique des espèces (également nommée « classification biologique ») correspond à l'association de la systématique, qui est la méthode ou ensemble de méthodes permettant de classer le vivant, et de la taxonomie, qui est le résultat de la méthode de classification. 
La classification classique a prévalu jusqu'au troisième quart du XXe siècle, marqué par l'apparition en 1950 de la classification phylogénétique ou cladistique, aujourd'hui dominante.
Les termes concernés par les différentes classifications ne bénéficient pourtant pas d'une définition unanimement admise, chaque ouvrage scientifique, chaque dictionnaire et, pour ainsi dire, chaque auteur ayant la sienne. Comme l'a écrit le chercheur Ernest Small en 1989  : « L'ironie est de constater que les spécialistes en classification biologique n'ont pas réussi à se doter d'une nomenclature claire et systématique à l'intérieur de leur propre champ d'activité et de ses composants […]. ».

## De la diversité des classifications
C'est par l'observation des organismes vivants et par leur comparaison que les naturalistes ont défini des taxons élémentaires correspondant souvent au genre et à l'espèce, eux-mêmes classés dans un système. Liée à un état d'avancement des connaissances, toute classification évolue dans le temps. Alors que les sociétés traditionnelles changent peu ou très lentement, les sociétés scientifiques sont beaucoup plus changeantes, ce qui contribue à produire des divergences entre auteurs.

### Classification populaire
Première, la parataxonomie remonte aux chasseurs-cueilleurs du Paléolithique. C'est la classification populaire qui a permis primitivement de distinguer les espèces. Elle se maintient dans l'usage vernaculaire. Fondée sur des critères simples (l'apparence, les mœurs supposées, les cris...), elle ne s'embarrasse guère de données scientifiques. Devant l'inconnu, elle procède par extension ou assimilation : par exemple, la souris → la chauve-souris → le kiwi (couvert de poils, le kiwi était, pour les Chinois, assimilable à une souris végétale). Toutefois, le mécanisme universel de l'assimilation, fondé sur une étape d'observation, se retrouve aussi dans la formation des noms scientifiques. La science n'étant, après tout, « qu'une suite d'erreurs… rectifiées » (Georges Becker).
La langue française distingue les hiboux des chouettes, les crapauds des grenouilles, les rats des souris..., toutes espèces apparentées. Les classifications populaires des plantes « ont une fonction opératoire en rapport avec des nécessités d'ordre cognitif (mise en ordre, mémorisation, repérage), mais aussi avec le rôle imparti à chaque plante dans les pratiques techniques et symboliques ».
Abandonnée par les scientifiques à partir du XXe siècle, la théorie des signatures, qui recherche des similitudes entre la forme d'une plante et son usage supposé en faisant appel à l'isomorphisme et à l'anthropomorphisme, a été un mode de classement des plantes médicinales dont le souvenir perdure pour les nommer et les mémoriser.

### Classification primitive
Les études ethnologiques montrent que les sociétés de chasseurs-cueilleurs, restées intégrées à leur milieu naturel, ont conservé un sens aigu de l'observation et la pleine conscience des rapports entre la vie animale et végétale, et se transmettent de génération en génération par voie orale un savoir considérable.
Ainsi, d'après Claude Lévi-Strauss, les indiens Navajos distinguent plus de 500 plantes, les Hanunóo des îles Philippines classent les oiseaux en 75 catégories et divisent leur flore locale, au plus bas niveau, en plus de 1 800 taxons, alors que les botanistes distinguent pour la même flore moins de 1 300 espèces, d'un point de vue scientifique moderne.
Par exemple, dans une population des îles Ryūkyū, le botaniste Alexander Hanchett Smith rapporte que « même un enfant peut souvent identifier l'espèce d'un arbre d'après un menu fragment de bois et, qui plus est, le sexe de cet arbre selon les idées qu'entretiennent les indigènes sur le sexe des végétaux ; et cela en observant l'apparence du bois et de l'écorce, l'odeur, la dureté et d'autres caractères du même ordre ». Les observations de ce type abondent.

### Classification traditionnelle ou classique
Continuellement enrichie depuis sa création au XVIIIe siècle par le suédois Carl von Linné, la classification traditionnelle (ou classique) des espèces, reste présente dans de nombreux ouvrages grand public et est utilisée dans la gestion de collections. Linné commença par diviser les êtres naturels en trois règnes, un pour le monde minéral et deux autres pour le monde vivant, les règnes végétal et animal. Le nombre de règnes eut tendance ensuite à s'accroître au fur et à mesure que les systématiciens prenaient conscience de la complexité du monde vivant. On ajouta ainsi le règne fungi (les champignons) et plus tard les règnes protiste (eucaryotes unicellulaires) et monère (procaryotes).
La classification traditionnelle divise le monde vivant en six règnes :
- les bactéries (procaryotes = unicellulaires dépourvus de noyau) ;
- les archées (procaryotes, souvent extrémophiles)
- les protistes (eucaryotes le plus souvent unicellulaires) ;
- les champignons (eucaryotes multicellulaires hétérotrophes qui décomposent) ;
- les végétaux (eucaryotes multicellulaires, réalisant la photosynthèse) ;
- les animaux (eucaryotes multicellulaires hétérotrophes qui ingèrent des composés carbonés – animaux, végétaux).

La classification traditionnelle est fondée sur des caractères multiples (biologiques, phénotypiques, physiologiques). Dans de nombreux cas, le critère est la présence d'un caractère, s'opposant à son absence, considérée comme primitive (par exemple vertébrés et invertébrés). Mais les taxons définis par l'absence d'un caractère se sont révélés, à l'usage, très fragiles et les méthodes modernes de classification (phylogénétique, cladistique, phénétique ou évolutive, entre autres) ont tendance à les invalider. Le classement des taxons doit répondre à une hiérarchisation des caractères (principe de la subordination des caractères établi par Antoine de Jussieu).
La classification traditionnelle repose sur une hiérarchie fixe de catégories (les rangs de taxon), définie de la façon suivante :
(vivant) → règne → embranchement → classe → ordre → famille → genre → espèce
À titre d'exemple, pour l'espèce humaine (Homo sapiens) :
(vivant) → règne animal → embranchement des chordés → classe des mammifères → ordre des primates → famille des hominidés → genre Homo → espèce Homo sapiens.
Un moyen mnémotechnique connu permettant de retenir cette classification est le suivant : « Reste En Classe Ou Fais Grandes Études ». La première lettre de chacun des mots permet de retrouver respectivement :
- reste → règne ;
- en → embranchement ;
- classe → classe ;
- ou → ordre ;
- fais → famille ;
- grandes → genre ;
- études → espèce.

La classification classique s'est efforcée d'évoluer pour prendre en compte les avancées de la cladistique (voir ci-après). La classification admet désormais au-dessous des rangs traditionnels des sous-taxons, des infra-taxons et des micro-taxons, et au-dessus d'eux des super-taxons. Au-dessus du règne, on parle maintenant d'empire (ou domaine) :
- (vivant) → empire → règne → embranchement → classe → cohorte → ordre → famille → tribu → genre → espèce.

### Classification phylogénétique

Classification du vivant en cinq règnes, proposée par Whittaker en 1969, basée sur le niveau de complexité et le mode de nutrition (photosynthèse, absorption, ingestion). Bien qu'issus de lignées indépendantes, les groupes en jaune ont développé des caractéristiques similaires aux membres des règnes auxquels ils sont rattachés par convergence évolutive.

Au cours du dernier quart du XXe siècle, la classification traditionnelle a été supplantée par la classification phylogénétique, qui est uniquement fondée sur le modèle évolutif et la notion d'ascendance commune (ou phylogénie). Les taxons sont désormais classés par la méthode cladistique. Cette nouvelle classification ne valide que des groupes monophylétiques (ceux qui incluent un ancêtre et tous ses descendants) et permet d'ordonner le vivant selon des cascades potentiellement quasi infinies.
La hiérarchie fixe de catégories (les rangs taxonomiques : espèce, genre, famille, etc.) a dû accueillir un système de taxons emboités les uns dans les autres, système exprimé par le biais de cladogrammes. Chaque taxon est ainsi devenu une ramification de taxons subordonnés, qu'on appelle un clade. Les deux systèmes étant contradictoires, les divergences de terminologie se sont multipliées entre auteurs.
La classification en cinq règnes de Robert Harding Whittaker (1969) a été ramenée à trois domaines, les premiers de la classification de l'ensemble du vivant :
- les archées sont des organismes unicellulaires à structure procaryote. Ils possèdent une paroi cellulaire constituée de lipides spécifiques et sont souvent (mais pas toujours) des extrémophiles ;
- les bactéries sont des organismes unicellulaires à structure procaryote (leur matériel génétique n'est pas enfermé dans un noyau). Ils possèdent une paroi cellulaire constituée de peptidoglycane ;
- les eucaryotes peuvent être unicellulaires ou multicellulaires. Leur matériel génétique est enfermé dans un noyau délimité par une enveloppe ; ils peuvent posséder des mitochondries ou des chloroplastes mais certains unicellulaires n'en possèdent pas ; la multiplication cellulaire a lieu par mitose ; l'ADN est divisé en chromosomes et ils présentent une reproduction qui peut être de type sexuée ou asexuée selon les organismes ou même une alternance des deux types pour certains métazoaires comme les abeilles.

Savoir lesquels de ces trois groupes partagent un ancêtre commun qui les distingue du troisième est un sujet de recherche, comme le sont d'ailleurs tous les taxons non divisés en deux autres taxons. Certains chercheurs ont proposé de faire des bactéries le groupe frère du groupe incluant les archées et les eucaryotes.
Les premiers travaux de la classification phylogénétique ont d'abord consisté à corriger la classification traditionnelle, mais certains chercheurs travaillent aujourd'hui uniquement sur la construction de cladogrammes, en ayant abandonné les rangs taxonomiques de l'ancienne classification. La nomenclature traditionnelle subsiste toutefois dans la littérature scientifique, faute de terminologie adaptée apportée par la cladistique.

### Classification évolutionniste

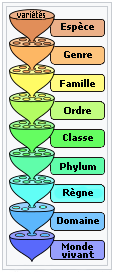
Principaux rangs taxinomiques.

Les principes et les méthodes de la systématique dite « traditionnelle » ont continué à se moderniser en parallèle de la concurrence de la cladistique. Elle prône la reconnaissance formelle des grades évolutifs dans la classification et critique la monophylie obligatoire des taxons sur laquelle insistent les cladistes. S'appropriant pleinement la mathématisation et l'informatisation de la systématique qui a fait suite à l'introduction de la cladistique et des ordinateurs, voire les raisonnements bayésiens, certains la distinguent clairement de la systématique classique du XXe siècle en parlant de systématique post-phylogénétique.

## Présentation formelle
La langue utilisée par les scientifiques pour décrire (diagnose originale) et nommer les taxons est le latin. Une espèce est désignée par un nom binominal ou binôme, combinant un nom de genre commençant par une majuscule suivi d'une épithète spécifique (entièrement en minuscules) et, autant que possible suivie de la citation abrégée du nom de l'auteur (en botanique) ou en entier (en zoologie) qui a le premier décrit l'espèce sous ce nom ; le nom complet est en italique. Donnons un exemple pour chaque règne :
- Escherichia coli Escherich, 1885 ;
- Amanita phalloides (Vaill., ex Fr.) Link, 1833 ;
- Mus musculus Linnaeus, 1758 ;
- Pulsatilla vulgaris Mill., 1754.

Traditionnellement, et jusqu'à la fin du siècle dernier, les principales langues scientifiques étaient, à égalité : l'allemand, l'anglais, l'espagnol, le français et l'italien (les codes de nomenclatures, par exemple, étant simultanément édités en cinq langues officielles). Mais de nos jours, dans les publications et communications, l'anglais a supplanté les autres langues.

### Suffixes indiquant le rang taxonomique
La nomenclature de la classification classique a établi une terminologie codifiée qui permet, au vu de la seule terminaison (ou suffixe) d'un taxon quelconque, de savoir quel est son rang taxonomique dans la hiérarchie systématique.
| Domaine ou Empire                   | Procaryote                                                                                     | Eucaryote                                                                                      | Eucaryote                                                                                      | Eucaryote                                                                                      | Eucaryote                                                                                      |
| Règne                               | Bactéries et Archées Bacteria et Archaea                                                       | Plantes Plantae                                                                                | Algues Algae                                                                                   | Champignons Fungi                                                                              | Animaux Animalia                                                                               |
| ----------------------------------- | ---------------------------------------------------------------------------------------------- | ---------------------------------------------------------------------------------------------- | ---------------------------------------------------------------------------------------------- | ---------------------------------------------------------------------------------------------- | ---------------------------------------------------------------------------------------------- |
| Embranchement ou Division           | ...                                                                                            | -phyta                                                                                         | -phyta                                                                                         | -mycota                                                                                        | ...                                                                                            |
| Sous-embranchement ou Sous-division | ...                                                                                            | -phytina                                                                                       | -phytina                                                                                       | -mycotina                                                                                      | ...                                                                                            |
| Classe                              | ...                                                                                            | -opsida                                                                                        | -phyceae                                                                                       | -mycetes                                                                                       | ...                                                                                            |
| Sous-classe                         | ...                                                                                            | -idae                                                                                          | -phycidae                                                                                      | -mycetidae                                                                                     | ...                                                                                            |
| Super-ordre                         | ...                                                                                            | -anae[réf. nécessaire]                                                                         | -anae[réf. nécessaire]                                                                         | ...                                                                                            | ...                                                                                            |
| Ordre                               | -ales                                                                                          | -ales                                                                                          | -ales                                                                                          | -ales                                                                                          | ...                                                                                            |
| Sous-ordre                          | -ineae                                                                                         | -ineae                                                                                         | -ineae                                                                                         | -ineae                                                                                         | ...                                                                                            |
| Infra-ordre                         | ...                                                                                            | -aria[réf. nécessaire]                                                                         | -aria[réf. nécessaire]                                                                         | ...                                                                                            | ...                                                                                            |
| Super-famille                       | ...                                                                                            | -acea                                                                                          | -acea                                                                                          | ...                                                                                            | -oidea                                                                                         |
| Famille                             | -aceae                                                                                         | -aceae                                                                                         | -aceae                                                                                         | -aceae                                                                                         | -idae                                                                                          |
| Sous-famille                        | -oideae                                                                                        | -oideae                                                                                        | -oideae                                                                                        | -oideae                                                                                        | -inae                                                                                          |
| Tribu                               | -eae                                                                                           | -eae, ae                                                                                       | -eae, ae                                                                                       | -eae, ae                                                                                       | -ini                                                                                           |
| Sous-tribu                          | -inae                                                                                          |                                                                                                |                                                                                                |                                                                                                | -ina                                                                                           |
| Genre                               | -us, -a, -um, -is, -os, -ina, -ium, -ides, -ella, -ula, -aster, -cola, -ensis, -oides, -opsis… | -us, -a, -um, -is, -os, -ina, -ium, -ides, -ella, -ula, -aster, -cola, -ensis, -oides, -opsis… | -us, -a, -um, -is, -os, -ina, -ium, -ides, -ella, -ula, -aster, -cola, -ensis, -oides, -opsis… | -us, -a, -um, -is, -os, -ina, -ium, -ides, -ella, -ula, -aster, -cola, -ensis, -oides, -opsis… | -us, -a, -um, -is, -os, -ina, -ium, -ides, -ella, -ula, -aster, -cola, -ensis, -oides, -opsis… |

Au-dessous du rang de genre, tous les noms de taxons sont appelés combinaisons. Bien qu'elles ne figurent pas dans le tableau ci-dessus, la plupart reçoivent également une terminaison latine plus ou moins codifiée selon les disciplines. On distingue plusieurs catégories de combinaisons :
- entre genre et espèce (sous-genre, section, sous-section, série, sous-série, etc.), les combinaisons sont dites infragénériques et sont binominales : nom de genre, puis après indication du rang, une épithète infragénérique, par exemple le cèpe appartient à la section « Boletus sect. Edules » ;
- au rang d'espèce, les combinaisons sont dites spécifiques et sont binominales ;
- au-dessous de l'espèce les combinaisons sont dites infraspécifiques et sont trinominales.

Les terminaisons de ces épithètes suivent les mêmes règles de syntaxe latine et d'exception que les épithètes spécifiques.
Pour les détails, chaque discipline biologique ayant des règles de nomenclature sensiblement différentes, voir les articles suivants :
- « Rang (bactérien) » ;
- « Rang (botanique) » ;
- « Rang (zoologique) ».